# We Control
We Control — дебютный студийный альбом британской группы Hyper, вышедший в 2006 году.

## Об альбоме
Сингл We Control был выпущен как саундтрек к известной видео игре Need for Speed: Most Wanted в 2005, а также в 2008 игре Pure.
Композиция Ant Music является кавером сингла группы Adam and the Ants, занимавшего вторую строку британского чарта, трек записан с Лироем Торнхиллом из The Prodigy.

## Список композиций на CD
1. «We Control» — 3:21
2. «Twisted Emotion» — 3:53
3. «Ant Music» — 2:54*
4. «This Is A Warning» — 4:24
5. «Set Fire To Me» — 4:21
6. «Dirty Mind» — 4:28
7. «Morning» — 3:54
8. «Never Stop» — 3:29
9. «Cascade» — 4:12
10. «Electro-Lude» — 4:18